# Li Auto
Li Auto (также известный как Li Xiang) — китайский производитель гибридных автомобилей и электромобилей, основанный в 2015 году.

## История
В 2015 году компания Li Auto была основана Ли Сяном. Она специализируется на производстве электромобилей и гибридных автомобилей.
Штаб-квартира компании расположена в Пекине. Автомобили выпускаются в Чанчжоу, в провинции Цзянсу. В 2020 году компания была зарегистрирована на бирже NASDAQ. Инвесторами являются Meituan и Source Code Capital.
В январе 2025 года Li Auto открыла свой первый зарубежный центр исследований и разработок в Мюнхене.

## Модельный ряд

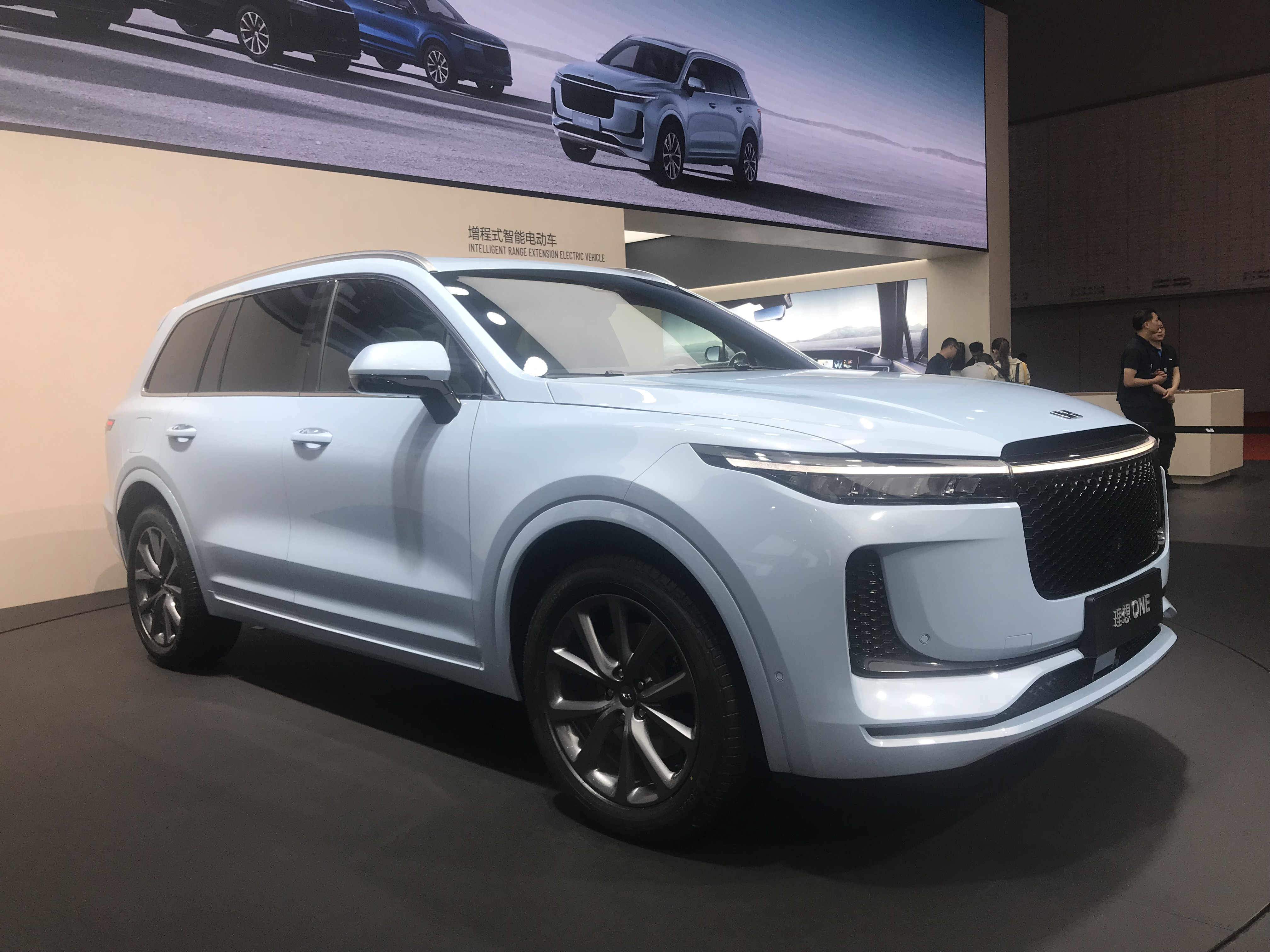
Li Auto One (2019—2022)
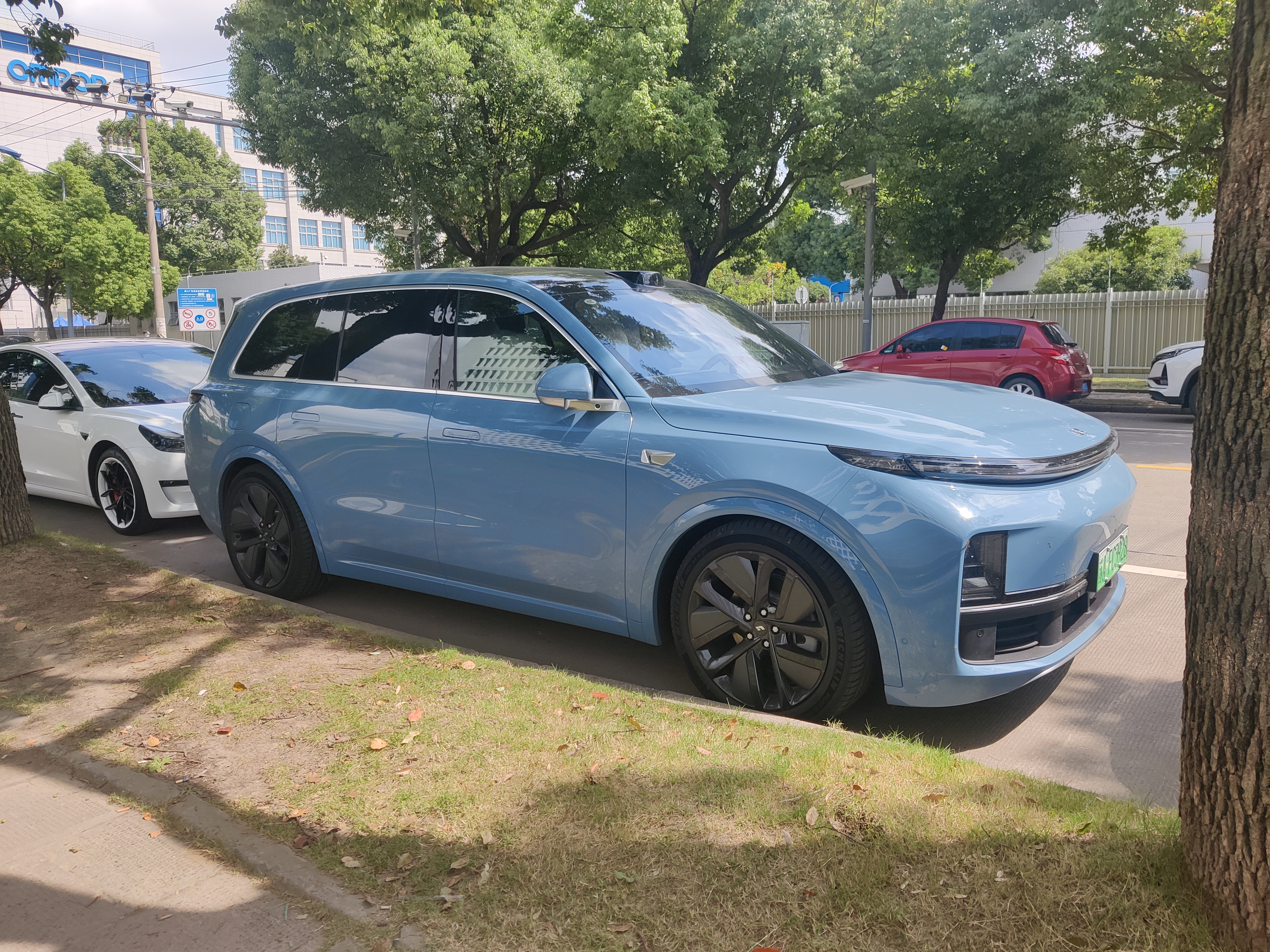
Li Auto L9 (с 2022)
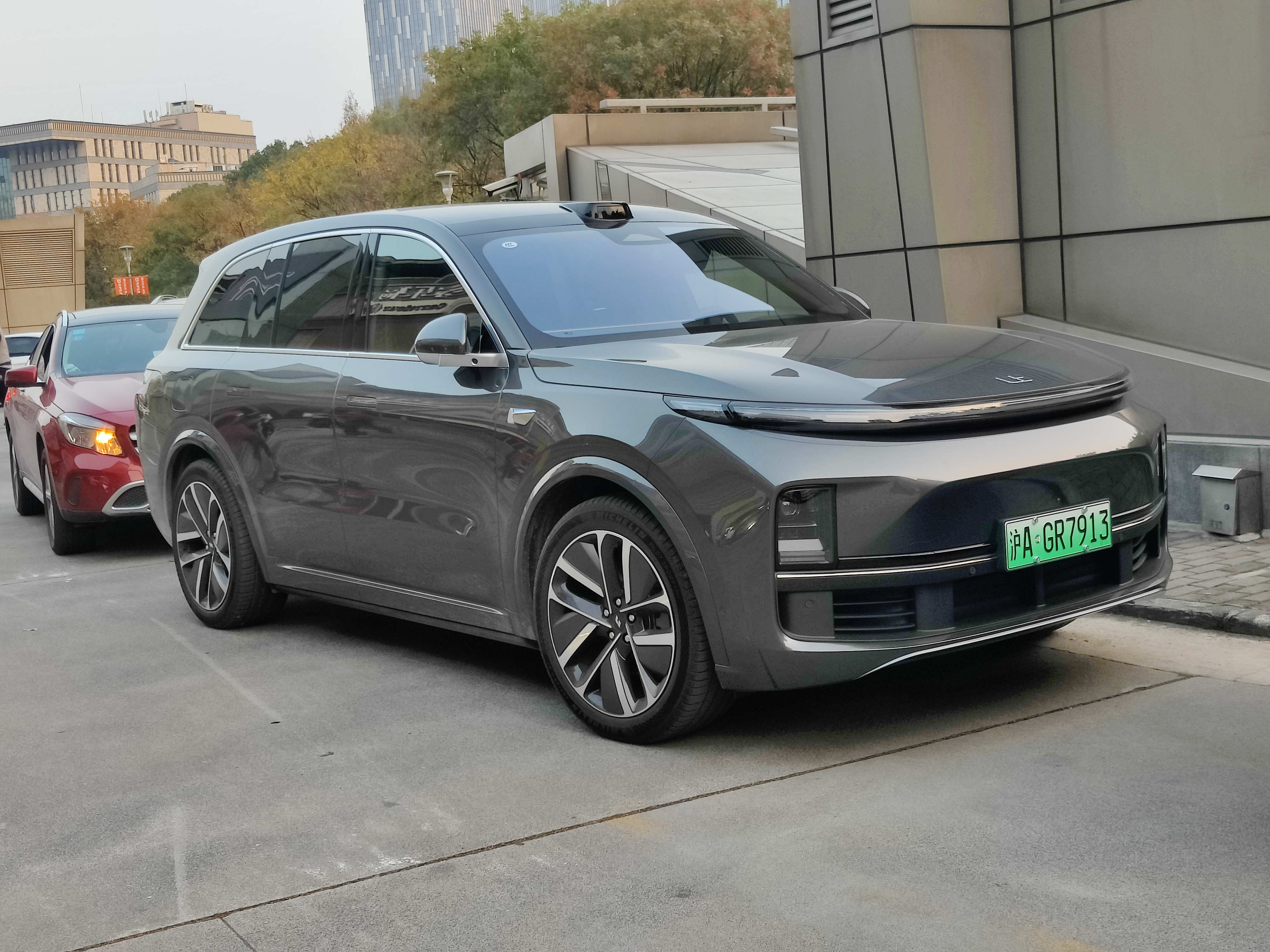
Li Auto L8 (c 2022)

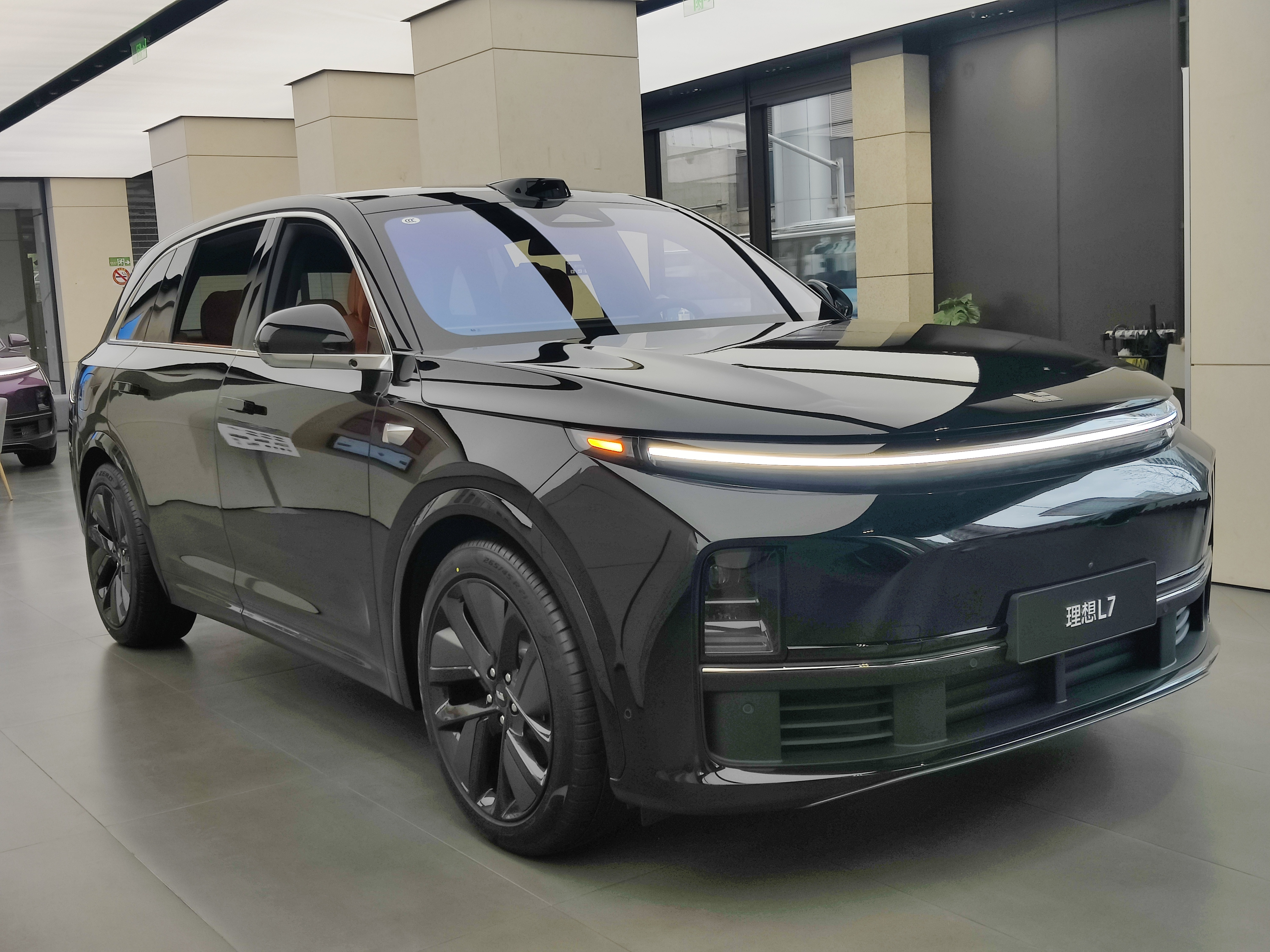
Li Auto L7 (с 2023)
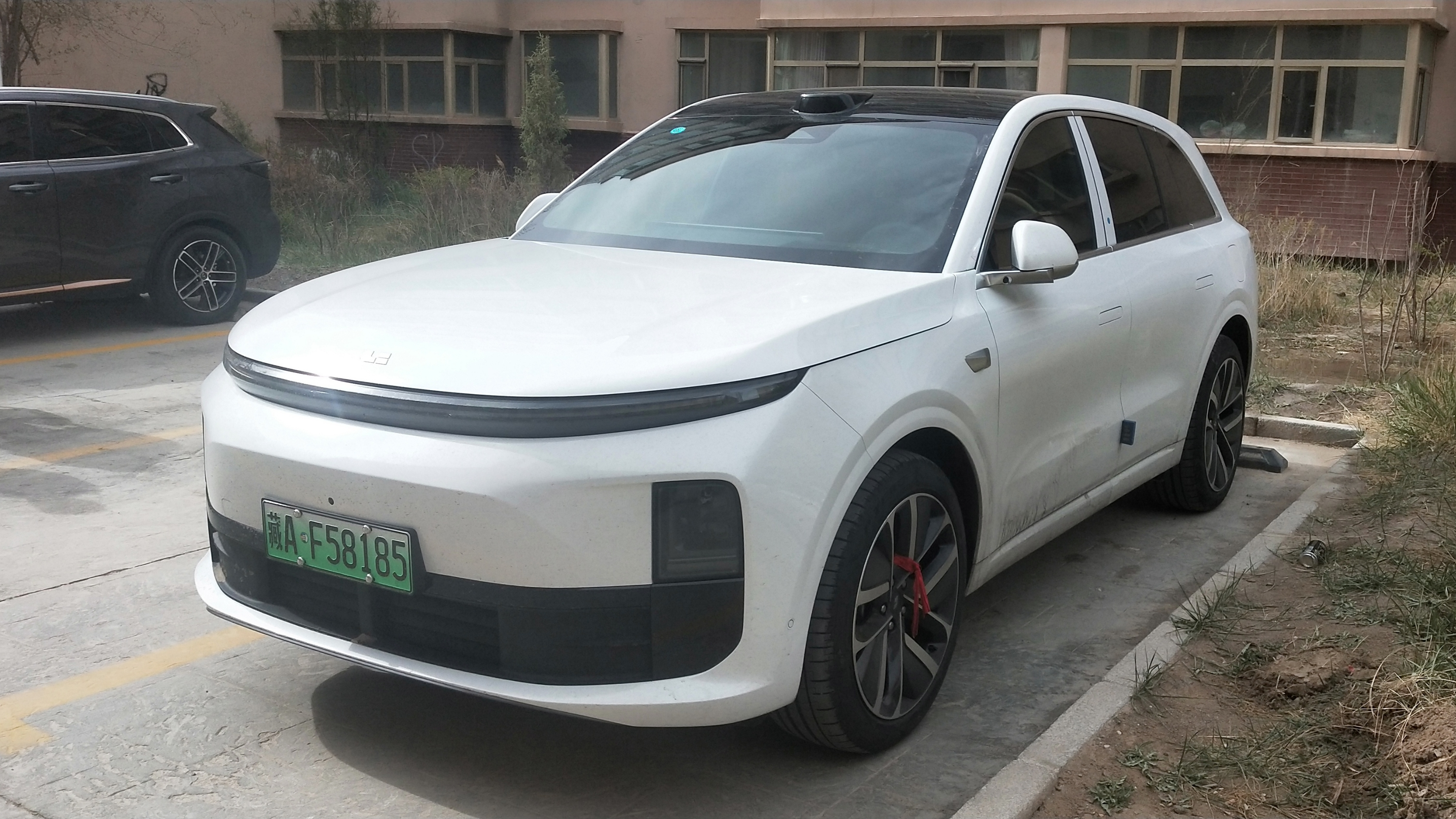
Li Auto L6 (с 2024)
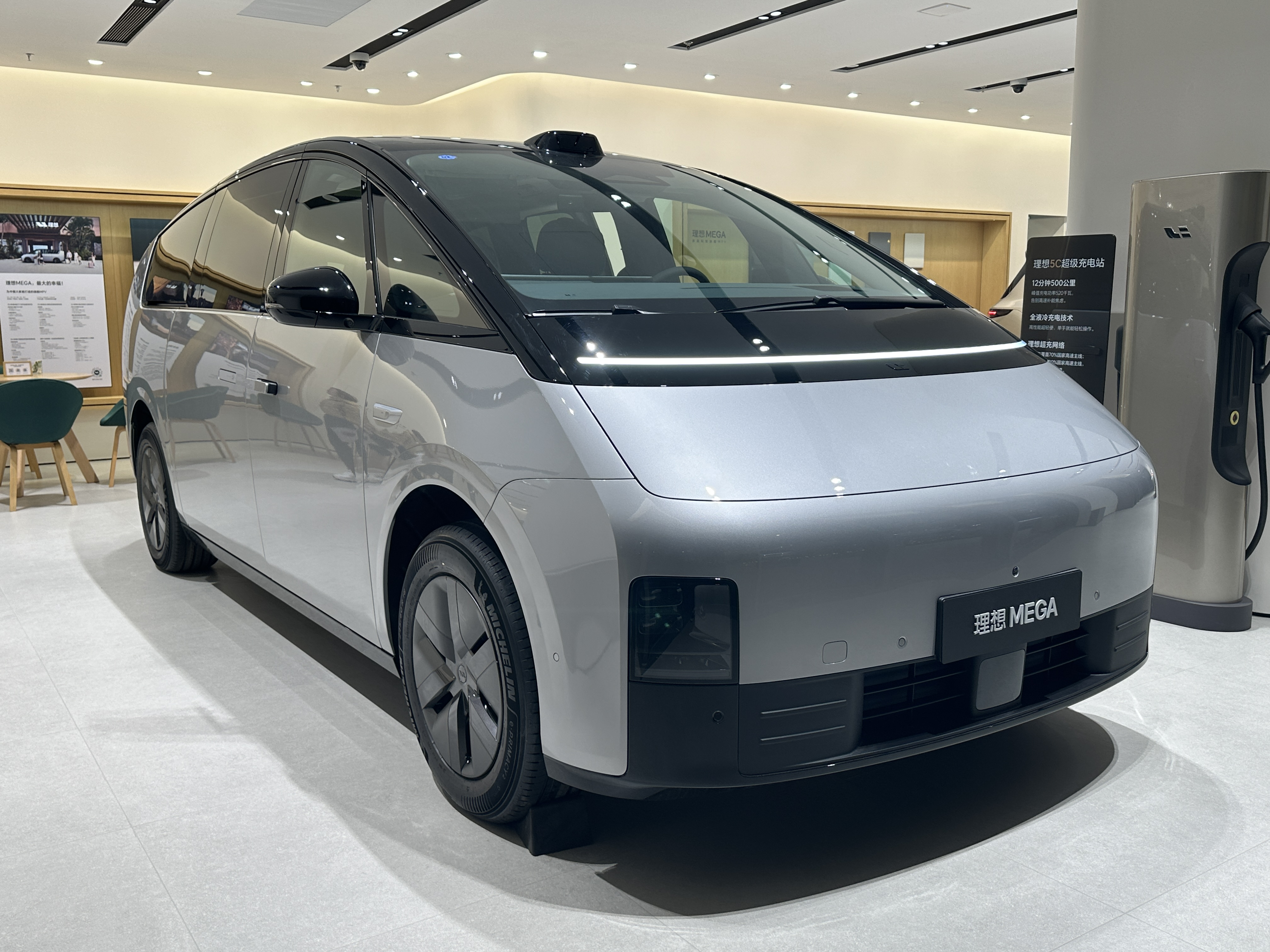
Li Auto MEGA (с 2024)
- Li Auto i8 (с 2025)

- Li Auto One
- Li Auto L9
- Li Auto L8

- Li Auto L7
- Li Auto L6
- Li Auto Mega

## Продажи
| Год  | Продано |
| ---- | ------- |
| 2019 | 1000    |
| 2020 | 33 457  |
| 2021 | 90 491  |
| 2022 | 133 246 |
| 2023 | 376 030 |